# Ушевци
Ушевци е село в Северна България. Намира се в община Велико Търново, област Велико Търново.
Старото име на селото е Ушовци. Към 1934 г. селото има 40 жители. В днешно време няма постоянно население. Влиза в землището на село Вонеща вода.